# São Bento do Trairi
São Bento do Trairi là một đô thị thuộc bang Rio Grande do Norte, Brasil. Đô thị này có diện tích 190,816 km², dân số năm 2007 là 3248 người, mật độ 17 người/km².